# Touching the Void (film)
Touching the Void is een docudrama gebaseerd op de succesroman Touching the Void van Joe Simpson. Deze bergfilm gaat over een waargebeurd klimdrama op de flanken van de Siula Grande in de Cordillera Huayhuash in de Andes van Peru. Joe breekt tijdens de afdaling net onder de top van deze moeilijke en onbekende berg zijn been. Zijn klimpartner Simon Yates probeert hem aanvankelijk van de berg te laten zakken, maar bij deze poging stort Joe de diepte in. Hij wordt voor dood achtergelaten.
De film combineert documentairemateriaal met interviews met Simpson, Yates en Richard Hawking die door de acteurs Brendan Mackey, Nicholas Aaron en Ollie Ryall gespeeld worden in de reconstructie van het drama. De film is geregisseerd door Kevin MacDonald.

## Muziek
De klimmers bereiken de top op de climax van Thomas Tallis' Spem in alium. Gedurende de tijd dat hij in een ijltoestand verkeerde had Joe gehoorshallucinaties van Boney M's lied Brown Girl in the Ring, een nummer dat hij haatte. Hij was bang te zullen sterven met dit nummer in zijn hoofd.